# UProxy

uProxy(유프록시)는 구글 아이디어스에서 개발중인 구글 크롬과 모질라 파이어폭스의 프록시 확장 기능이다. 구글 측은 인터넷 검열이 있는 나라에서 자유로운 인터넷을 위한다는 것이 목적이라 밝혔다.
사용자가 자신의 인터넷 연결을 다른 사용자와 공유할 수 있는 Snowflake 확장 프로그램은 uProxy의 후속 버전입니다.

## 같이 보기
- 금순공정
- 울트라서프